# Кварацхелия, Бадри
Ба́дри Кварацхе́лия (груз. ბადრი კვარაცხელია; род. 15 февраля 1965, Накипу, Цаленджихский район, Грузинская ССР) — грузинский и азербайджанский футболист, тренер.

## Карьера
Выступал в рядовых[уточнить] грузинских командах в начале 90-х. Привлёк внимание селекционеров «Динамо» Тбилиси высокой результативностью и был приглашён в ведущий клуб Грузии в сезоне 1992/93. Вместе с командой стал чемпионом, но карьера в «Динамо» на этом завершилась. Затем играл в других грузинских клубах.
Перед началом сезона 1997/98 уехал в Азербайджан, где заключил годовой контракт с клубом «Кяпаз» Гянджа. В команду его взяли по протекции знакомых из Грузии.
По итогам сезона «Кяпаз» выиграл золотые медали, Кварацхелия также стал обладателем кубка страны (забил гол в финале) и стал лучшим бомбардиром чемпионата. По окончании сезона в клубе произошла смена президента, и Кварацхелия принял приглашение владельца «Шамкира». За пять лет в команде трижды выиграл золотые медали, дважды играл в финале кубка страны (оба раза «Шамкир» уступал «Нефтчи»).
Сделал три хет-трика в чемпионате Азербайджана (больше всех среди иностранцев) и один — в первом квалификационном раунде Лиги чемпионов против рижского «Сконто».
В 2000 принял гражданство Азербайджана, провёл три игры за сборную. Играл в двух матчах в рамках отборочного этапа чемпионата мира-2006 против сборных Швеции и Македонии.
Игровую карьеру завершил в 2004 году. Вернулся в Грузию, где начал учиться на тренера. Обладатель тренерской категории «A».
В 2004-07 работал ассистентом главного тренера в клубе «Сиони».
В 2008 был помощником Кахи Цхададзе в клубе «Стандард» (Баку), а с февраля по июнь 2009 — главный тренер клуба.
На 2011 год — главный тренер «Спартака» из Цхинвали.
В 2012 году стал помощником главного тренера «Габалы» Рамиза Мамедова.

## Статистика
| Сезон   | Клуб                | Лига          | Чемпионат | Чемпионат |
| Сезон   | Клуб                | Лига          | Игры      | Голы      |
| ------- | ------------------- | ------------- | --------- | --------- |
| 1990    | Скури               | Пирвели лига  | 33        | 17        |
| 1991    | Скури               | Пирвели лига  | 14        | 5         |
| 1991/92 | Скури               | Пирвели лига  | 28        | 25        |
| 1992/93 | Динамо (Тбилиси)    | Умаглеси лига | 18        | 5         |
| 1993/94 | Кахети              | Умаглеси лига | 12        | 4         |
| 1994/95 | Металлург (Рустави) | Умаглеси лига | 15        | 1         |
| 1995/96 | ШСС Академия        | Пирвели лига  | 10        | 5         |
| 1996/97 | Мерани              | Умаглеси лига | 28        | 11        |
| 1997/98 | Мерани              | Умаглеси лига | 6         | 1         |
| 1997/98 | Кяпаз (Гянджа)      | Высшая лига   | 22        | 20        |
| 1998/99 | Шамкир              | Высшая лига   | 31        | 14        |
| 1999/00 | Шамкир              | Высшая лига   | 21        | 16        |
| 2000/01 | Шамкир              | Высшая лига   | 15        | 7         |
| 2001/02 | Шамкир              | Высшая лига   | 21        | 7         |
| 2003/04 | Шамкир              | Высшая лига   | 11        | 5         |
| 2004/05 | Шамкир              | Высшая лига   | 11        | 2         |

## Достижения

### Командные
- Чемпион Грузии: 1992/93
- Чемпион Азербайджана (4): 1997/98, 1999/00, 2000/01, 2001/02
- Серебряный призёр чемпионата Азербайджана (2): 1998/99, 2003/04
- Обладатель Кубка Азербайджана: 1997/98

### Личные
- Лучший бомбардир чемпионата Азербайджана: 1999/00 (16 мячей)

## Семья
Женат, три сына, один из них — Хвича, футболист. Есть внук Дамиан (родился 22 августа 2024 года).